# Список кардиналов, возведённых папой римским Павлом IV

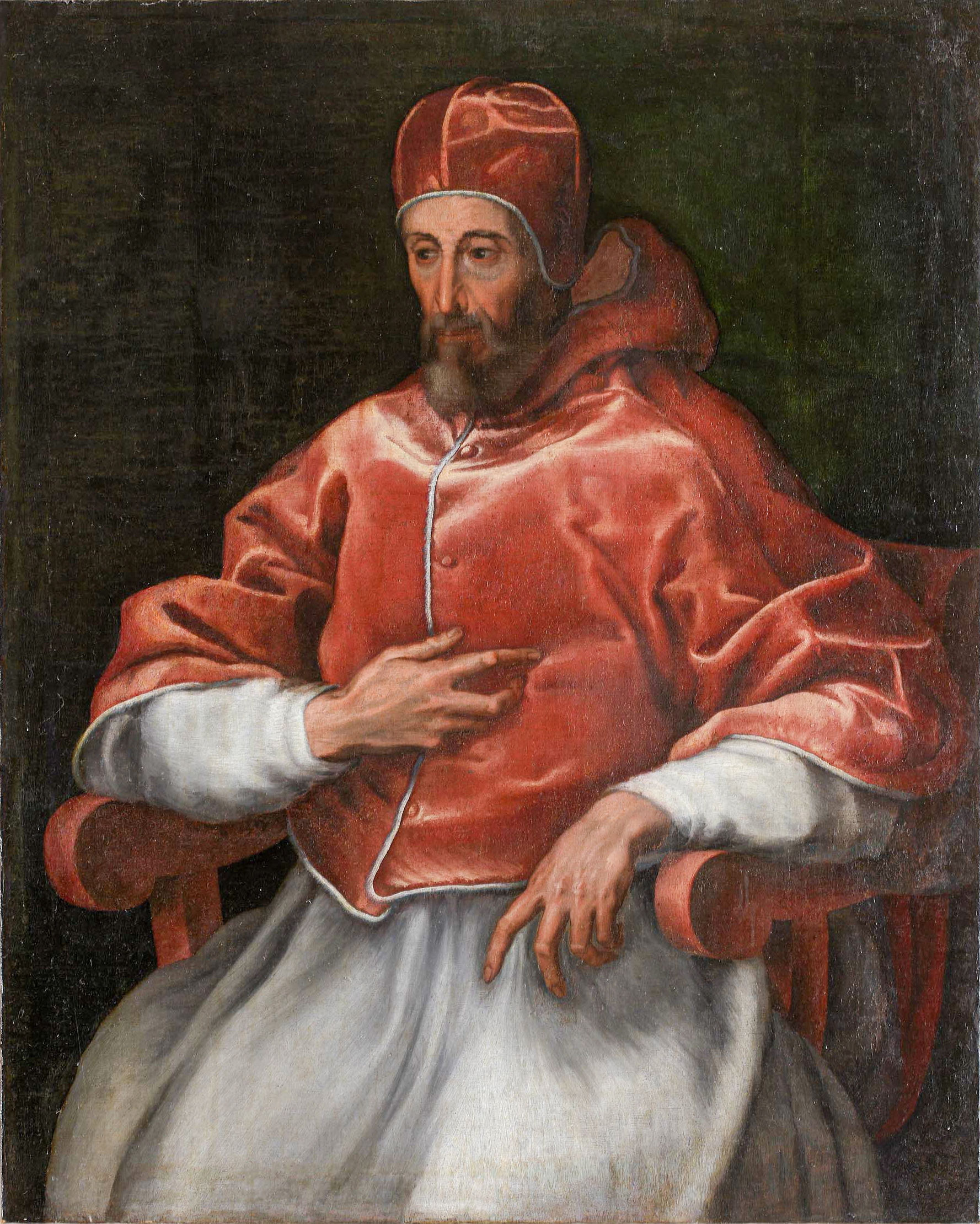
Папа Павел IV

Кардиналы, возведённые Папой римским Павлом IV — 19 прелатов и клириков были возведены в сан кардинала на четырёх Консисториях за 4 года понтификата Павла IV.
Самой крупной консисторией была Консистория от 15 марта 1557 года, на которой было возведено десять кардиналов.

## Консистория от 7 июня 1555 года
- Карло Карафа, племянник Его Святейшества, римский клирик (Папская область).

## Консистория от 20 декабря 1555 года
- Хуан Мартинес Силисео, архиепископ Толедо (Испания);
- Джанбернардино Скотти, Theat., архиепископ Трани (Папская область);
- Диомеде Карафа, родственник Его Святейшества, епископ Ариано (Папская область);
- Шипьоне Ребиба, епископ Мотулы и губернатор Рима (Папская область);
- Жан Суо, епископ Мирепуа (Франция);
- Йоханнес Гроппер, декан соборной церкви Кёльна (Кёльнское курфюршество);
- Джанантонио Капицукки, аудитор дел Роты Апостольского дворца (Папская область).

## Консистория от 15 марта 1557 года
- Таддео Гадди, архиепископ Козенцы (Неаполитанское королевство);
- Антонио Тривульцио младший, епископ Тулона (Франция);
- Лоренцо Строцци, епископ Безье (Франция);
- Вирджилио Розарио, епископ Искьи, викарий Рима (Папская область);
- Жан Бертран, архиепископ Санса (Франция);
- Микеле Гислиери, O.P., епископ Непи (Папская область);
- Клементе д’Олера, O.F.M.Obs., генеральный настоятель своего ордена (Папская область);
- Альфонсо Карафа, внучатый племянник Его Святейшества, клирик Неаполя (Неаполитанское королевство);
- Вителлоццо Вителли, избранный епископ Читта-ди-Кастелло (Папская область);
- Джованни Баттиста Консильери, римский клирик (Папская область).

## Консистория от 14 июня 1557 года
- Уильям Пето, O.F.M.Obs., епископ Солсбери (Англия).